# Marila dissitiflora
Marila dissitiflora är en tvåhjärtbladig växtart som beskrevs av John Wright. Marila dissitiflora ingår i släktet Marila och familjen Calophyllaceae. Inga underarter finns listade i Catalogue of Life.